# Gabaj

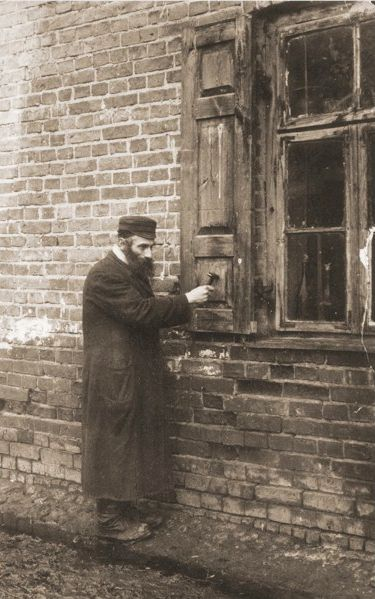
Polský gabaj před synagogou ve městě Bialy, 1926

Gabaj (hebrejsky גבאי‎) je správce nebo pokladník synagogy. Původně měl funkci výběrčího poplatků a daní pro židovskou obec (gabaj cdaka). V moderním pojetí je gabaj volenou osobou, která vykonává více funkcí spojených se správou synagogy. Některé synagogy volí dva gaba'im – staršího správce (parnas) a mladšího správce nebo jeho zástupce.